# Дубрава в кварталах 36—42 Серебряно-Прудского лесничества
Дубрава в кварталах 36—42 Серебряно-Прудского лесничества — государственный природный заказник (комплексный) регионального (областного) значения Московской области, целью которого является сохранение ненарушенных природных комплексов, их компонентов в естественном состоянии; восстановление естественного состояния нарушенных природных комплексов, поддержание экологического баланса. Заказник предназначен для:
- сохранения и восстановления природных комплексов;
- сохранения местообитаний редких видов растений, грибов и животных.

Заказник основан в 1990 году. Местонахождение: Московская область, городской округ Серебряные Пруды, сельское поселение Узуновское, в 0,9 км к западу от д. Никольское, в 0,02 км к востоку от автодороги М-6 «Каспий». Общая площадь заказника составляет 459,97 га (участок № 1 (северный) — 203,54 га, участок № 2 (южный) — 256,43 га). Участок № 1 заказника включает кварталы 36, 37, 38 Серебряно-Прудского участкового лесничества Луховицкого лесничества. Участок № 2 включает кварталы 39, 40, 41, 42 Серебряно-Прудского участкового лесничества Луховицкого лесничества.

## Описание
Территория заказника представлена всхолмленно-волнистыми моренноводноледниковыми эрозионно-денудационными равнинами Среднерусской возвышенности с густой овражно-балочной сетью. Дочетвертичный фундамент местности сложен меловыми песками и перекрыт днепровской мореной и покровными лёссовидными суглинками.
Абсолютные высоты в пределах участка № 1 заказника колеблются от 176 м над у.м. (уровень днища балки) в юго-восточном углу территории до 207 м над у.м. (отметка на привершинной поверхности холма) в северо-западной части территории. Основная площадь участка представлена междуречной пологонаклонной поверхностью с плосковершинным всхолмлением. Общий наклон поверхности — юго-восточный в сторону долины реки Турейки. В краевых частях участка равнина рассечена эрозионными формами: вдоль южной окраины протягивается крупная овражно-балочная долина длиной 1,7 км (в пределах участка), а в восточной окраине территории представлен фрагмент оврага длиной 500 м и шириной 20—30 м.
Абсолютные высоты в пределах участка № 2 заказника варьируют от 180 м над у.м. (высота днища балки) на восточной границе территории до 212 м над у.м. (отметка на привершинной поверхности холма) на западной границе территории. Общий наклон поверхности — восточный, направленный в сторону долины реки Турейки. На междуречной поверхности участка образовались холмы относительной высотой до 5—7 м. Участок № 2 рассекается двумя крупными балками субширотного направления. Длина балок в границах заказника — 1,5—1,7 км, ширина — 100—150 м. Бровки эрозионных форм четко выражены, крутизна бортов — до 30—60°, высота бортов — 5—7 м. Местами в днищах овражно-балочных долин прослеживаются современные эрозионные врезы без постоянных водотоков. Днище балки, расположенной в южной окраине участка, заболочено.
На территории заказника представлены временные водотоки по днищам эрозионных форм. Общий поверхностный сток территории стремится на восток и далее за пределами заказника поступает в реку Турейку — правый приток реки Березинки (приток второго порядка реки Осетр).
На возвышенных поверхностях равнин заказника преобладают серые типы почв, сформировавшиеся под широколиственными лесными массивами. В нижних частях склонов равнин, межхолмовых понижениях, на участках с замедленным дренажем образовались серые глеевые почвы. В днищах балок и оврагов отмечаются перегнойно-глеевые почвы.

### Флора и растительность
На территории заказника около 70 % площади занято широколиственными старовозрастными лесами. Основные породы первого древесного яруса — дуб черешчатый, ясень обыкновенный, или высокий, липа сердцелистная, клен платановидный, или остролистный, вяз гладкий, по склонам оврагов встречается также осина. Липа и клен платановидный обычно образуют в лесах второй ярус древостоя. Возраст дубов достигает 200 лет, вязов, лип и кленов — 100—150 лет, ясеня — 90 лет. Небольшие участки вторичных осинников и березняков со значительным участием широколиственных пород составляют не более 30 % территории.
Подлесок в лесах заказника образован кленом полевым (вид занесен в Красную книгу Московской области), лещиной, жимолостью лесной, бересклетом бородавчатым, калиной, малиной, черемухой и бузиной кистистой, или красной. Имеется хорошее возобновление ясеня, вяза, обоих видов клёна, липы, рябины.
Приводораздельные поверхности на участке № 1 в кварталах 36—37 заняты старовозрастными сомкнутыми (0,8—1,0) широколиственными лесами из дуба, клёна платановидного, ясеня с участием осины лещиновыми с подростом клёна полевого. Клен полевой, рябина и черемуха местами выходят во второй древесный ярус. В травяном покрове преобладают виды дубравного широкотравья и весенние эфемероиды: сныть обыкновенная, пролесник многолетний, зеленчук жёлтый, ветреница лютиковая. Повсеместно встречаются медуница неясная, подмаренник душистый, копытень европейский, чина весенняя, будра плющевидная. По склонам эрозионных форм нередок щитовник мужской, купена многоцветковая, хвощ зимующий, осока волосистая. На прогалинах весной цветет фиалка душистая, гусиные луки.
В центре лесного массива имеются лесокультуры сосны разнотравноширокотравные с сорнотравьем.
На участке № 2 в кварталах 39—41 преобладают старовозрастные густые широколиственные леса из клёна платановидного, ясеня и дуба с участием осины лещиновые с подростом клёна полевого. Местами клен полевой выходит во второй древесный ярус, вместе с ним встречаются также рябина и черемуха. Диаметр стволов клёна платановидного составляет 30—35 см в среднем, а ясеня — около 40—45 см, отдельные деревья имеют диаметр стволов 50—60 и даже 80 см. Кроме лещины довольно много жимолости лесной. В травяном покрове преобладают ветреница лютиковая, сныть обыкновенная, местами обилен пролесник многолетний. Как примесь часто и повсеместно встречаются медуница неясная, зеленчук, подмаренник душистый, копытень, чина весенняя, будра плющевидная, нередки щитовник мужской, купена многоцветковая, хвощ зимующий и осока волосистая, чаще растущая на склонах балок и оврагов.
В вязово-ясеневых старовозрастных лещиновых пролесниково-снытьевых лесах с кленом платановидным и дубом широко встречается хохлатка Маршалла, занесенная в Красную книгу Московской области. В дубово-кленовом лесу в 41 квартале с кленом полевым в подросте пролесниковом обнаружена крупная куртина лука медвежьего, или черемши, занесенного в Красную книгу Московской области.
Встречаются участки липняков с кленом, ясенем и дубом с черемухой в подросте лещиновые пролесниково-снытьевые с хохлаткой Маршалла. Диаметр стволов дуба и ясеня достигает 60—70 см, а липы — 40 см. Здесь среди лесного широкотравья растет колокольчик крапиволистный — вид, являющийся редким и уязвимым таксоном, не включенным в Красную книгу Московской области, но нуждающимся на её территории в постоянном контроле и наблюдении.
По лесным оврагам и балкам в древостое участвуют ясень, липа, вяз и клен платановидный, диаметр старых дубов составляет 40—50 см. Местами клен или липа доминируют в первом ярусе. Здесь много петрова креста чешуйчатого, пролесника, хвоща зимующего, сныти и копытня, местами встречается яснотка пятнистая, норичник шишковатый, воронец колосистый, адокса мускусная, кочедыжник женский, щитовники мужской и картузианский, а также гнездовка настоящая и колокольчик широколистный — виды, являющиеся редкими и уязвимыми таксонами, не включенными в Красную книгу Московской области, но нуждающимися на её территории в постоянном контроле и наблюдении.
В балках растут вяз, липа, клен платановидный, местами — осина, а клен образует второй ярус. На склонах много осоки волосистой, купены многоцветковой, медуницы неясной и лютика кашубского, а по днищам лесных балок — селезеночника очереднолистного, чистяка весеннего, сердечника горького, таволги вязолистной, камыша лесного и кочедыжника женского. На упавших стволах деревьев найден гриб — ежовик коралловидный, или гериций, занесенный в Красную книгу Московской области.
Лесные опушки по краю пашен часто образованы осинниками с дубом снытьевыми, по освещенным участкам здесь местами много ландыша, звездчатки жестколистной и чины весенней.
По границе заказника в днище балочной долины сочетаются заросли древесных (ива ломкая), кустарниковых (ивы пепельная, трехтычинковая и пятитычинковая) ив и черемухи, заболоченных лугов с таволгой вязолистной, крапивой, гравилатом речным, камышом лесным, селезеночником, чистяком весенним, лютиком ползучим, осокой дернистой, босяком огородным, сердечником горьким и хвощом речным.

### Фауна
Фауна позвоночных животных заказника отличается хорошей сохранностью, значительным видовым богатством и репрезентативностью для сообществ зоны широколиственных лесов Московской области. Низкая доля синантропных видов свидетельствует о высокой степени сохранности и целостности экосистем заказника.
Основу населения заказника составляют виды, экологически связанные с древесно-кустарниковой растительностью. Всего на территории заказника отмечено обитание 40 видов позвоночных животных — 2 видов амфибий, 31 вида птиц и 7 видов млекопитающих.
Участки заказника представляют собой фрагменты единого природного массива, разделенного узкой безлесной полосой, и его территория в фаунистическом отношении является единой и неделимой. На территории заказника можно выделить два основных зоокомплекса (зооформации) — зооформацию широколиственных и лиственных лесов и зооформацию луговоопушечных местообитаний. Эти зооформации встречаются на обоих участках заказника.
Абсолютно преобладает в заказнике лесная зооформация. В данную зооформацию входят следующие виды позвоночных животных: малая лесная мышь, рыжая полевка, лесная куница, кабан, европейская косуля (редкий и уязвимый вид, не включенный в Красную книгу Московской области, но нуждающийся на территории области в постоянном контроле и наблюдении), обыкновенная кукушка, чёрный и певчий дрозды, рябинник, ворон, большая синица, ополовник, пеночка-теньковка, пеночка-трещотка, зелёная пеночка (по оврагам и балкам заказника), зяблик, лесной конек, зелёная пересмешка, славка- черноголовка, малая мухоловка, мухоловка-пеструшка, мухоловка-бел ошейка (редкий и уязвимый вид, не включенный в Красную книгу Московской области, но нуждающийся на территории области в постоянном контроле и наблюдении), обыкновенный соловей, обыкновенная лазоревка, поползень, зарянка. По водотокам наибольшей численности достигают травяная и остромордая лягушки. В лесах заказника в течение ряда лет обитает бурый медведь (вид, занесенный в Красную книгу Московской области); на участке № 1 располагается берлога этого редкого для области хищника. В настоящее время заказник является самым южным в области известным местом обитания этого вида. В пределах данной зооформации встречается также крайне редкий вид птиц, связанный с неморальными лесными сообществами — средний пестрый дятел (европейский средний дятел) (вид, занесенный в Красную книгу Российской Федерации и Красную книгу Московской области).
Зооформацию лугово-опушечных местообитаний представляют в заказнике следующие виды позвоночных животных: обыкновенный крот, канюк, коростель, белая трясогузка, серая славка, луговой чекан, обыкновенная чечевица, обыкновенная овсянка, а также чёрный коршун и луговой лунь, виды, занесенные в Красную книгу Московской области. Из редких видов беспозвоночных животных по опушкам заказника встречается бабочка зорька (редкий и уязвимый вид, не включенный в Красную книгу Московской области, но нуждающийся на территории области в постоянном контроле и наблюдении).
По всей территории заказника встречается обыкновенная лисица.

## Объекты особой охраны заказника
Охраняемые экосистемы: старовозрастные широколиственные лещиновые широкотравные леса с кленом полевым и их производные широколиственномелколиственные сообщества.
Места произрастания и обитания охраняемых в Московской области, а также иных редких и уязвимых видов растений и животных, зафиксированных на территории заказника, перечисленных ниже, а также европейской косули.
Охраняемые в Московской области, а также иные редкие и уязвимые виды растений:
- виды, занесенные в Красную книгу Московской области: лук медвежий, или черемша, хохлатка Маршалла, клен полевой;
- виды, являющиеся редкими и уязвимыми таксонами, не включенные в Красную книгу Московской области, но нуждающиеся на территории области в постоянном контроле и наблюдении: колокольчики крапиволистный и широколистный, гнездовка настоящая, фиалка душистая.

Вид грибов, занесенный в Красную книгу Московской области: ежовик коралловидный.
Охраняемые в Московской области, а также иные редкие и уязвимые виды животных:
- виды, занесенные в Красную книгу Российской Федерации и Красную книгу Московской области: средний пестрый дятел (европейский средний дятел);
- виды, занесенные в Красную книгу Московской области: бурый медведь, чёрный коршун и луговой лунь;
- виды, являющиеся редкими и уязвимыми таксонами, не включенные в Красную книгу Московской области, но нуждающиеся на территории области в постоянном контроле и наблюдении: мухоловка-белошейка, зорька.